# BEAT SPACE NINE
『BEAT SPACE NINE』(ビート・スペース・ナイン) は、日本の音楽ユニットであるm-floの4thアルバム。"loves Who?" 体制での第2作目である。2005年8月24日にrhythm zoneより発売。オリコンアルバムチャートで初登場1位を獲得した。
2005年11月2日に、本アルバムのリミックス盤『DOPE SPACE NINE』が発売された。2006年1月1日に、『NHK紅白歌合戦』初出場とアルバムの大ヒットを記念して、DVD付きSpecial Editionが発売された。アルバム名はアメリカのテレビドラマ「スタートレック:ディープ・スペース・ナイン」に出てくる宇宙ステーション "ディープ・スペース・ナイン" のパロディである。前作『ASTROMANTIC』(2004年) とは異なり、本アルバムでのVERBALのリリックには、個人的な心情を描いたもの (tO yOUR bEAT) や、メッセージ性の強い (ONE DAY) ものが含まれている。iTunes Storeでアルバムを購入すると特典としてGTSのDJ TURBOがリミックスした『TRIPOD BABY "TURBO's BEATIFIC MIX"』が収録される。（CD未収録曲）
インタールードのナレーションは、Lori Fine（COLDFEET）と声優の熊倉一雄。

## CD「BEAT SPACE NINE」

### 収録曲
CDの収録番号順で表記。"/"の後はフィーチャリング（loves）したアーティスト。
1. BEAT
2. Taste Your Stuff / BENNIE K
  - BENNIE Kのアルバム『Japana-rhythm』(2005年) に、別バージョン「Happy Drive～Taste Your Stuff～」が収録されている。
3. Loop In My Heart / EMYLI & YOSHIKA
  - 18thシングル。
4. SO EXCLUSIVE / Sowelu
5. I'M DA 1 / WHEE SUNG
  - 全編韓国語/英語で構成。VERBALも一部韓国語でラップをしている。
6. ONE DAY / 加藤ミリヤ
  - 加藤ミリヤのアルバム『ROSE』(2005年) に「ONE DAY～夜空 Remix～」が収録されている。
7. A.D.D.P / MONDAY満ちる
  - タイトルの「A.D.D.P」は、Analyze Dissect Detect Processの略である。（EXPO EXPOの歌詞）
8. tO yOUR bEAT / YOSHIKA
  - 17th シングルのカップリング曲。
9. SPACE
10. DOPEMAN? / EMYLI & Diggy-MO'
  - 17th シングル「DOPAMINE」のアルバムバージョン。シングルとは歌詞が若干変更されており、「The 900 Number」のサンプリングがカットされている。
11. COZMO-NAUGHTY / Kahimi Karie
12. The Other Side of Love / EMYLI
  - 16th シングルのカップリング。
  - 坂本龍一 featuring Sister M の楽曲 (1997年) のカバー。
13. Float'n Flow / Rie fu
14. HEY! / Akiko Wada
  - 18thシングル (「Loop In My Heart」との両A面)。和田アキ子の曲をサンプリング。紅白歌合戦ではこの曲を披露。
15. let go / YOSHIKA
  - NTTドコモのタイアップ曲としてロングヒットした16thシングル。loves第2章のスタートを飾ったバラード。
16. TRIPOD BABY / LISA
  - 元メンバーLISAの参加が話題となった。3人での新曲は実質4年半振りとなる。大ヒット曲「come again」を彷彿とさせる楽曲。
17. NINE

## CD＋DVD「BEAT SPACE NINE-Special Edition-」

### CD
※CD収録曲は、CD「BEAT SPACE NINE」と同一 (全17曲収録)。

### DVD-music clips-
1. let go
2. DOPAMINE
3. Loop In My Heart
4. TRIPOD BABY

## 参加アーティスト
- BENNIE K
- Emyli
- YOSHIKA
- Sowelu
- WHEE SUNG
- 加藤ミリヤ
- MONDAY満ちる
- Diggy-MO'（SOUL'd OUT）
- カヒミ・カリィ
- Rie fu
- 和田アキ子
- LISA
- Lori Fine（COLDFEET）
- 熊倉一雄